# Emil Kálnay
Emil Kálnay [kálnaj] (16. června 1924 Topoľčany – 22. listopadu 1972), uváděný také jako Emil Kalnay, byl slovenský fotbalový útočník a lední hokejista. Je pohřben v Topoľčanech.

## Fotbalová kariéra
V československé lize hrál za Manet Považská Bystrica ve dvou ročnících, v nichž vstřelil dohromady pět branek. V nižších soutěžích hrál také za Topoľčany.

### Prvoligová bilance
| Ročník             | Zápasy | Góly | Minuty | Klub                    |
| ------------------ | ------ | ---- | ------ | ----------------------- |
| I. liga 1948       | –      | 3    | –      | Manet Považská Bystrica |
| I. liga 1949       | –      | 2    | –      | Manet Považská Bystrica |
| CELKEM I. ČS. LIGA | –      | 5    | –      |                         |

## Hokejová kariéra
Na přelomu 30. a 40. let 20. století nastupoval za AC Juventus Topoľčany.